# Kai Greene
Kai Greene (nascido em 12 de julho de 1975) é um fisiculturista profissional americano. Sua vitória mais recente foi no Arnold Classic em 2016. Ficou em 2º lugar nos Mr. Olympia de 2012, 2013 e 2014.
Greene  nasceu e cresceu em Brooklyn, New York. Aos 6 anos de idade, sua custódia foi transferida para o Estado de Nova Iorque, devido a um ambiente problemático. Pelos próximos 10 anos, permaneceu em uma situação instável, tendo sido transferido, inúmeras vezes, para diversas casas institucionais. Mesmo assim, Kai descobriu seu refúgio no bodybuilding. No fundo de seu coração, reside um incomparável talento, este talento desconhecido para a maioria das pessoas. Uma enorme paixão pela arte. Através da conexão entre seus dois mundos: realidade e paixão pela arte, que Kai Greene tornou-se seu próprio herói-modelo e objeto de sua própria conscientização. Ele utilizou seu físico para uma maior compreensão de seu corpo e mente, tendo conseguido criar obras de arte extremamente complexas e realistas com o passar do tempo.
Seu crescimento exponencial chamaram a atenção de um de seus professores do ensino médio. Como sua média escolar era bem abaixo das expectativas gerais toleradas pela sua casa institucional, Kai Greene foi introduzido à ideia de competição!! E, com seu entusiasmo e paixão, o bodybuilding modificou seu comportamento e serviu de instrumento para prevenir que ele se tornasse "estatística".
Após 18 meses fora das competições, Kai Greene ganha o Arnold Classic 2016 em Ohio e Arnold Classic Brasil.

## Conquistas
1994 NGA American Nationals
1996 WNBF Pro Natural Worlds – 1st
1997 NPC Team Universe Championships – 2nd
1998 NPC Team Universe Championships – 3rd
1999 World Amateur Championships – 6th
1999 NPC Team Universe Championships – 1st
2005 New York Pro – 14th
2006 superman Pro – T20th
2006 Shawn Ray Colorado Pro/Am Classic – 14th
2007 New York Pro – 6th
2007 Keystone Pro Classic – 3rd
2007 Shawn Ray Colorado Pro/Am Classic – 1st
2008 New York Pro – 1st
2008 Arnold Classic – 3rd
2009 Australian Pro Grand Prix – 1st
2009 Arnold Classic – 1st
2009 Mr. Olympia – 4th
2010 Arnold Classic – 1st
2010 Australian Pro Grand Prix – 1st
2010 Mr. Olympia – 7th
2011 New York Pro – 1st
2011 Mr. Olympia – 3rd
2011 Sheru Classic – 3rd
2012 Mr. Olympia – 2nd
2012 Sheru Classic – 2nd
2013 Mr. Olympia – 2nd
2013 Arnold Classic Europe – 2nd
2013 EVL's Prague Pro – 1st
2014 Mr. Olympia – 2nd
2016 Arnold Classic – 1st
2016 Arnold Classic Australia – 1st
2016 Arnold Classic Brazil – 1st